# Order Cywilny Alfonsa XII
Order Cywilny Alfonsa XII (hiszp. Orden Civil de Alfonso XII) – hiszpańskie odznaczenie cywilne ustanowione 23 maja 1902.
Nadawane było za zasługi osiągnięte w dziedzinie edukacji, nauki, kultury, nauczania i badań. Podzielony był na trzy kategorie-klasy: Krzyż Wieki (Gran Cruz), Komandor (Encomienda) i Kawaler (Caballero). Jego nadań zaprzestano w 1931.
Dewizą orderu były słowa ALTIORA PETO (pol. DĄŻĘ WYŻEJ).
Odznaczeni tym orderem od 1939 mogli wnioskować o włączenie ich do nowo utworzonego Orderu Alfonsa X Mądrego, przez który został on ostatecznie zastąpiony w 1988.

## Odznaczeni
Z Polaków odznaczeni byli m.in. Artur Rubinstein i Maria Skłodowska-Curie, która w 1919 otrzymała jego Krzyż Wieki.